# Dalai Lama Renaissance
Dalai Lama Renaissance is een Amerikaanse documentairefilm, geproduceerd en geregisseerd door Khashyar Darvich. De film ging in première op het filmfestival van München op 26 juni 2007. Acteur Harrison Ford is de verteller.

## Verhaal
In de documentaire ontvangt Tenzin Gyatso, de 14e dalai lama, enkele Westerse "renaissance"-denkers in zijn huis in McLeod Ganj, nabij Dharamsala, India. Hij praat met hen over het veranderen van de wereld en het oplossen van veel van de problemen die de wereld kent. Onder zijn gasten bevinden zich de natuurkundige Fred Alan Wolf en Amit Goswami (bekend van de documentaries What the Bleep Do We Know en The Secret), sociaal wetenschapper Jean Houston, en de oprichter van het “Agape International Spiritual Center” in Los Angeles, Dr. Michael Beckwith.

## Rolverdeling
| Acteur                | Personage |
| --------------------- | --------- |
| Harrison Ford         | Verteller |
| Amit Goswami          | Zichzelf  |
| Veertiende dalai lama | Zichzelf  |
| Fred Alan Wolf        | Zichzelf  |
| Dr Michael Beckwith   | zichzelf  |

## Prijzen en nominaties
| jaar | prijs                                     | categorie                         | uitslag  |
| ---- | ----------------------------------------- | --------------------------------- | -------- |
| 2007 | Monaco International Film Festival        | Beste documentaire                | gewonnen |
| 2007 | Canada International Film Festival        | Grand Jury Prize                  | gewonnen |
| 2007 | Moondance International Film Festival     | Beste hoofdfilm                   | gewonnen |
| 2007 | Moondance International Film Festival     | Publieksprijs, beste documentaire | gewonnen |
| 2007 | Barbados International Film Festival      | Grand Jury Special Prize          | gewonnen |
| 2007 | Global Peace Film Festival                | Koshino Miyako Award              | gewonnen |
| 2007 | Big Bear Lake International Film Festival | Publieksprijs, beste documentaire | gewonnen |
| 2007 | Monaco International Film Festival        | Peace Award                       | gewonnen |
| 2008 | Sedona Film Festival                      | Meeste gevraagde film             | gewonnen |
| 2008 | Frozen River Film Festival                | Publieksprijs                     | gewonnen |